# 栗田大輔
栗田 大輔（くりた だいすけ、1970年9月19日 - ）は、静岡県出身のサッカー指導者。2025年現在は東京ヴェルディ代表取締役副社長を務める。

## 概要
静岡県立清水東高等学校出身。3年時の第67回全国高等学校サッカー選手権大会では県大会の決勝で三浦文丈、藤田俊哉などがメンバーの静岡市立清水商業高等学校に延長の末、1-2で敗れ全国大会出場は果たせなかった。清水東高校の1学年下には相馬直樹、2学年下には野々村芳和などがいた。その年の全国高校サッカー選手権大会では清水商業が全国優勝を果たした。
1989年に明治大学政治経済学部に入学して、サッカー部に入部。1993年、同大学を卒業後は清水建設に入社し、社会人サッカーも続けた。
2005年横浜市で小学生・中学生を対象としたサッカークラブ・FCパルピターレを設立。FCパルピターレでは2015年に日本クラブユースサッカー選手権 (U-18)大会関東大会に出場した。2013年から明治大学サッカー部のコーチに就任。2014年に助監督となった。同年、監督の神川明彦がユニバーシアードサッカー日本代表監督に就任したことに伴い、助監督のままチームの指揮をとった。東京都サッカートーナメントでFC町田ゼルビア、横河武蔵野FCを破り優勝し、第94回天皇杯全日本サッカー選手権大会に出場した（2回戦でヴァンフォーレ甲府に敗退）。
2015年よりサッカー部の監督に就任した。同年、総理大臣杯全日本大学サッカートーナメント、関東大学サッカーリーグ戦（1部）で準優勝。2016年には総理大臣杯全日本大学サッカートーナメントで創部95年で初の夏の全国制覇を達成。また、同年の関東大学サッカーリーグ戦（1部）では現行の12チームになって最速での優勝（6年ぶり4回目）を果たし2冠を達成した。2017年には、総理大臣杯全日本大学サッカートーナメント3年連続決勝に進出し準優勝。2018年には、総理大臣杯全日本大学サッカートーナメント4年連続決勝に進出し優勝。2019年には、関東大学サッカーリーグ戦（1部）、アミノバイタルカップ、総理大臣杯全日本大学サッカートーナメント、全日本大学サッカー選手権、東京都サッカートーナメントの主要５大会、全てにおいて優勝し5冠達成。総理大臣杯全日本サッカートーナメントは、5年連続決勝進出（大会新記録）。2020年には、関東大学サッカーリーグ戦（1部）にて、創部史上初の2年連続優勝（６回目）を果たす。
チームメンバーから、2015年は和泉竜司、山越康平、瀬川祐輔、差波優人、藤本佳希、鈴木達也、室屋成。
2016年は丹羽詩温、河面旺成、道渕諒平、小出悠太、服部一輝、岩田拓也などがJリーガーとなった。2016年リオデジャネイロオリンピック日本代表には、在学のまま退部してFC東京に加入した室屋成が出場した。
2017年は、柴戸海、鳥海晃司、木戸皓貴、山﨑浩介、土居柊太。
2018年は、岩武克弥、袴田裕太郎、上夷克典、村田航一、後藤大輝、小野雅史、長沢祐弥、渡辺悠雅、河辺駿太郎。
2019年は、安部柊斗、中村帆高、瀬古樹、森下龍矢、加藤大智、小野寺健也、川上優樹、佐藤亮、中村健人、中川諒真。
2020年は、小柏剛、常本佳吾、早川友基、蓮川壮大、佐藤瑶大、佐藤凌我、持井響太、須貝英大、力安祥伍、狩土名禅、住永翔、坂本亘基、時里元樹。
2021年は、岡庭愁人、杉浦文哉、加藤蓮、稲見哲行、青嶋佑弥、藤原悠汰。
2022年は、遠藤雅己、林幸多郎、木村卓斗、福田心之助、櫻井風我、松原亘紀。
これまで監督就任後、約60名のプロ選手を育てる。
清水建設の部長と明治大学サッカー部監督を兼務し、最後はスポーツ施設を中心とした街づくりやスポーツビジネスを推進する部署の責任者を務めていたが、2022年に清水建設を退社し、スポーツコンサルティングなどを手掛ける株式会社フットランドを設立。
2024年をもって明治大学体育会サッカー部監督を退任し、2025年2月1日付で東京ヴェルディ代表取締役副社長に就任した。

## テレビ出演
- BSスカパー「Jのミライ2020～スポーツ新時代が創造ヒトと企業の新しいカタチ～」（2020年8月2日）
- テレビ東京「Foot×BRAIN」育成SP（３）Jクラブから見た大学サッカーの今（2020年8月23日）
- J SPORTS「Foot! FRIDAY」 明治大学サッカー部特集（2020年12月4日）

## WEB MEDIA
- 『スポーツの価値再考』 - 大学スポーツで学ぶべきことは何か。明治大サッカー部監督・栗田大輔の「譲れないもの」
- 『Number WEB』 - 戸惑い→気づき→責任→象徴　2年で17人のJリーガーを生む明治大・栗田監督に聞く大学サッカーの意義
- 『致知』 - 一流を超一流にする努力論——明大サッカー部が結果を出し続ける理由

## 著書
- 「明治発、世界へ！」（竹書房2021年4月）

## 指導者歴
- 2005年 -  : FCパルピターレ 代表
- 2013年 : 明治大学 コーチ
- 2014年 : 明治大学 助監督
- 2015年 - 2024年 : 明治大学 監督